# Pedro Cubilla
Pedro Ramón Cubilla Almeida (Paysandú, 1933. augusztus 25. – Montevideo, 2007. március 16.) uruguayi válogatott labdarúgó, edző.
Az uruguayi válogatott tagjaként részt vett az 1962-es világbajnokságon.